# Naultinus rudis
Naultinus rudis је гмизавац из реда Squamata и фамилије Gekkonidae. 

## Угроженост
Ова врста није угрожена, и наведена је као последња брига јер има широко распрострањење.

## Распрострањење
Нови Зеланд је једино познато природно станиште врсте.

## Станиште
Врста Naultinus rudis има станиште на копну.